# Copuline
La copuline faisant partie des phéromones, composée d'acides aliphatiques volatils, est présente dans les sécrétions de vagin des mammifères, et dont la concentration est maximale au moment de l'ovulation. 
La chromatographie en phase gazeuse associée à la spectroscopie de masse a permis d’identifier la nature de ses composants organiques volatils qui consiste en un mélange d'acides aliphatiques, d'alcool, d'hydroxy cétones et de composés aromatiques.
Les sécrétions vaginales humaines contiennent également divers acides gras à chaîne courte (C2 à C6), avec de l'acide acétique prédominant et suggèrent une corrélation possible avec la montée et la chute des niveaux hormonaux pendant le cycle menstruel. Pour vérifier cela, Waltman et son équipe ont recueilli des échantillons vaginaux et démontré que les acides aliphatiques volatils augmentaient pendant la phase folliculaire tardive du cycle et diminuaient progressivement pendant la phase lutéale, où les femmes sous contraceptifs oraux avaient moins d'acides volatils et n'ont pas montré de changements rythmiques dans la teneur en acide pendant leurs règles. En outre, une autre étude a déterminé la composition de l'odeur des sécrétions vaginales avant et après le coït. 13 composés odorants se produisent régulièrement lorsque des composants ayant une odeur acide apparaissaient et sont plus faibles dans les échantillons post-coïtaux, concluant qu'il existe des différences dans les odeurs des sécrétions vaginales pré- et post-coïtales,,.